# مفتاح جبران
مفتاح جبران خليفة لاعب كرة قدم دولي ليبي سابق مواليد تاورغاء 1970 كانت بدايته مع نادي طارق بن زياد تاورغاء سابقا ثم لعب لصفوف إتحاد تاورغاء و نجح في الصعود معهم إلى الدوري الليبي الممتاز لكرة القدم لينتقل بعدها إلى صفوف النادي الأهلي و منه إلى نادي السويحلي كما انضم لصفوف منتخب ليبيا لكرة القدم

## مسيرته الرياضية
- نادي طارق بن زياد تاورغاء
- نادي إتحاد تاورغاء
- النادي الأهلي
- نادي السويحلي
- نادي خليج سرت
- نادي الإتحاد المصراتي

## إنجازاته
- هداف الدوري الليبي الممتاز 1991/1992 مع نادي إتحاد تاورغاء
- فاز مع النادي الأهلي بطولة الدوري الليبي الممتاز ثلاث مرات [ 1992/1993 - 1993/1194 - 1994/1995 ]
- فاز مع النادي الأهلي بلقب كأس ليبيا ( كأس الفاتح سابقا ) مرة واحدة موسم [ 1993/1994 ]